# Manteyer
Manteyer ist eine französische Gemeinde im Département Hautes-Alpes in der Region Provence-Alpes-Côte d’Azur. Sie gehört zum Kanton Veynes im Arrondissement Gap.

## Geografie
Der Gebirgsfluss Petit Buëch fließt im Nordwesten der Gemeindegrenze entlang. Die Nachbargemeinden von Manteyer sind La Roche-des-Arnauds im Norden, La Freissinouse im Osten, Pelleautier im Südosten, Châteauneuf-d’Oze im Südwesten und Montmaur im Westen.

## Bevölkerungsentwicklung
| Jahr      | 1962 | 1968 | 1975 | 1982 | 1990 | 1999 | 2008 | 2012 |
| --------- | ---- | ---- | ---- | ---- | ---- | ---- | ---- | ---- |
| Einwohner | 207  | 200  | 178  | 211  | 222  | 305  | 414  | 423  |

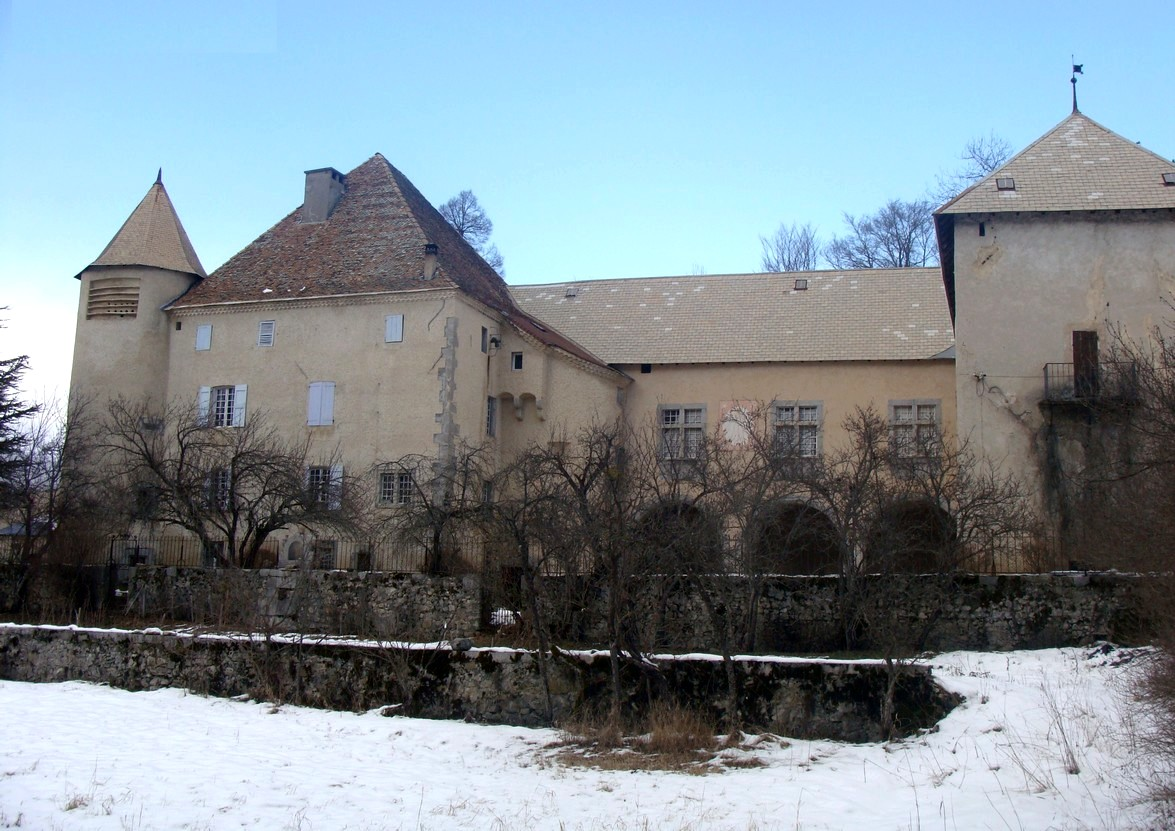
Schloss von Manteyer
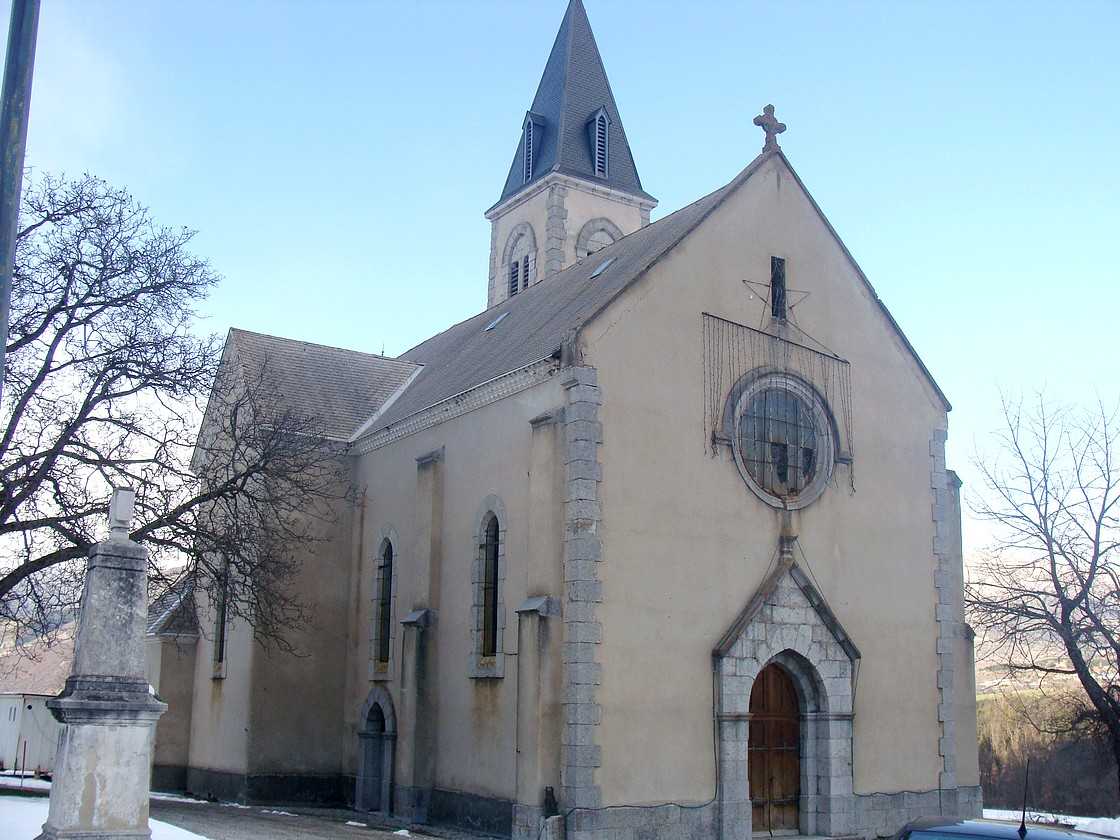
Kirche Saint-Roch